# Davide Donati
Davide Donati (Brescia, 8 april 2005) is een Italiaans wielrenner.

## Carrière
Als eerstejaars junior, in 2022, werd Donati tweede in het nationale kampioenschap tijdrijden, achter Alessandro Cattani. Een jaar later won hij een etappe in de Ronde van Valromey, en was hij de beste in zowel de Trofeo Comune di Vertova als de Chrono des Nations. In 2024, als eerstejaars belofte, maakte Donati de overstap naar Biesse-Carrera. Namens die ploeg won hij in april de GP della Liberazione.
In 2025 werd Donati opgenomen in de opleidingsploeg van Red Bull-BORA-hansgrohe. Hij startte zijn seizoen op Mallorca, waar hij als gastrenner bij de hoofdmacht deelnam aan twee manches van de Challenge Mallorca. Eind juni werd hij nationaal kampioen tijdrijden bij de beloften, voor Nicolas Milesi en Luca Giaimi. Een maand later won behaalde hij in de Ronde van Wallonië, waar hij als gastrenner bij de hoofdmacht van de ploeg aan deelnam, zijn eerste profoverwinning.

## Overwinningen
2023
2e etappe Ronde van Valromey
Trofeo Comune di Vertova
Chrono des Nations
2024
Gran Premio della Liberazione
2025
 Italiaans kampioen tijdrijden, Beloften
3e etappe Ronde van Wallonië

## Ploegen
- 2024 –  Biesse-Carrera
- 2025 –  Red Bull-BORA-hansgrohe Rookies